# (14322) Шакура
(14322) Шакура (лат. Shakura) — типичный астероид главного пояса, открыт 22 декабря 1978 года советским астрономом Николаем Черных в Крымской астрофизической обсерватории и 21 июля 2005 года назван в честь советского и российского астронома Николая Шакуры.

## Обнаружение и именование
(14322) Шакура
Открыт 22 декабря 1978 года в Крымской астрофизической обсерватории Н. С. Черных.
Николай Иванович Шакура (р. 1945) — заведующий отделом релятивистской астрофизики Астрономического института имени Штернберга Московского университета. Известный специалист в области теории аккреции и астрофизики рентгеновских двойных систем, он особенно известен как разработчик стандартной теории дисковой аккреции.
Оригинальный текст (англ.)14322 Shakura
Discovered 1978 Dec. 22 by N. S. Chernykh at the Crimean Astrophysical Observatory.
Nikolai Ivanovich Shakura (b. 1945) is the head of the relativistic astrophysics department at the Sternberg Astronomical Institute, Moscow University. A well-known specialist in theory of accretion and in astrophysics of x-ray binaries, he is particularly famous as the developer of the standard theory of disk accretion.
Источники: 20050721/MPCPages.arc; M.P.C. 54562.

## Орбита

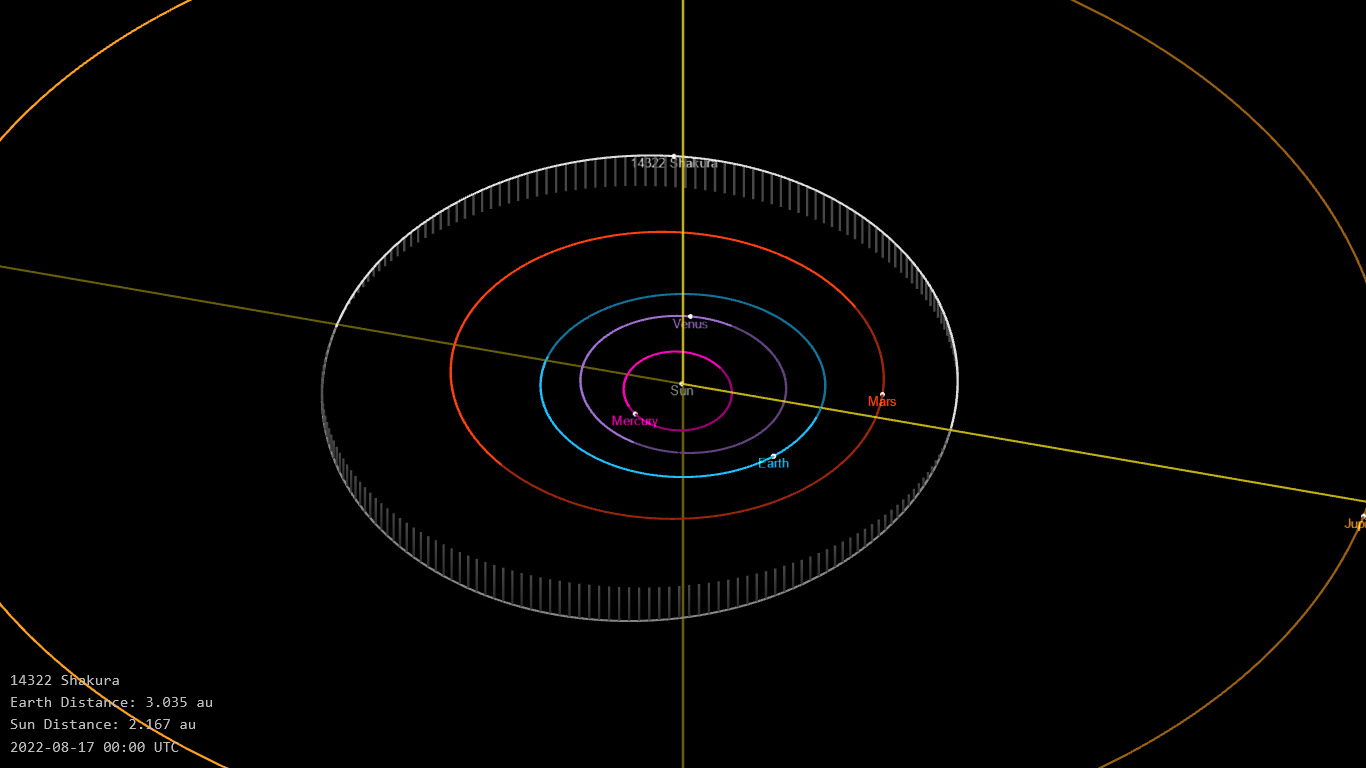
Орбита астероида Шакура и его положение в Солнечной системе

## Физические характеристики
Астероид относится к таксономическому классу S.
По результатам наблюдений в видимом и ближнем инфракрасном диапазоне космического телескопа NEOWISE диаметр астероида сначала оценивался равным 3,451±0,427 км, позже — 3,99±0,68 км и 3,142±0,545 км. Согласно тем же источникам альбедо оценивается как 0,4480±0,1192, 0,16±0,08 и 0,540±0,206.